# 에코 더 돌핀
《에코 더 돌핀》(Ecco the Dolphin)는 아팔루사 인터랙티브가 개발하고 세가가 배급하는 일련의 액션 어드벤처 게임 시리즈이다. 메가 드라이브 및 드림캐스트 플랫폼으로 제작됐으며 이후 여러 플랫폼으로 이식됐다.
시리즈 주인공은 돌고래 에코로, 지구를 위협하는 외계생명을 물리치는 이야기를 담았다. 시리즈 총괄 제작자는 에드 안눈치아타이다.

## 게임
- 《에코 더 돌핀》 (1992)
- 《에코: 더 타이즈 오브 타임》 (1994)
- 《에코 Jr.》 (1995)
- 《에코 더 돌핀: 디펜더 오브 더 퓨처》

## 음악
〈에코: 송즈 오브 타임〉(Ecco: Songs of Time)은 세가 CD판 《에코 더 돌핀》과 《에코: 더 타이즈 오브 타임》의 음악을 담은 사운드트랙 앨범이다. 1996년 9월 3일 발매됐다.